# Besa (1904)
Besa var en albansk tidskrift som utkom varje månad (både på franska och albanska och delvis på grekiska) och drevs av albanska immigranter i Egypten. Den utkom i Kairo med inalles 5 nummer mellan åren 1904-1905. Den gav ut skrifter om den albanska frågan, såsom artikar, avhandlingar och studier kring Prizrenförbundet och Epirusfrågan.